# Malin Head

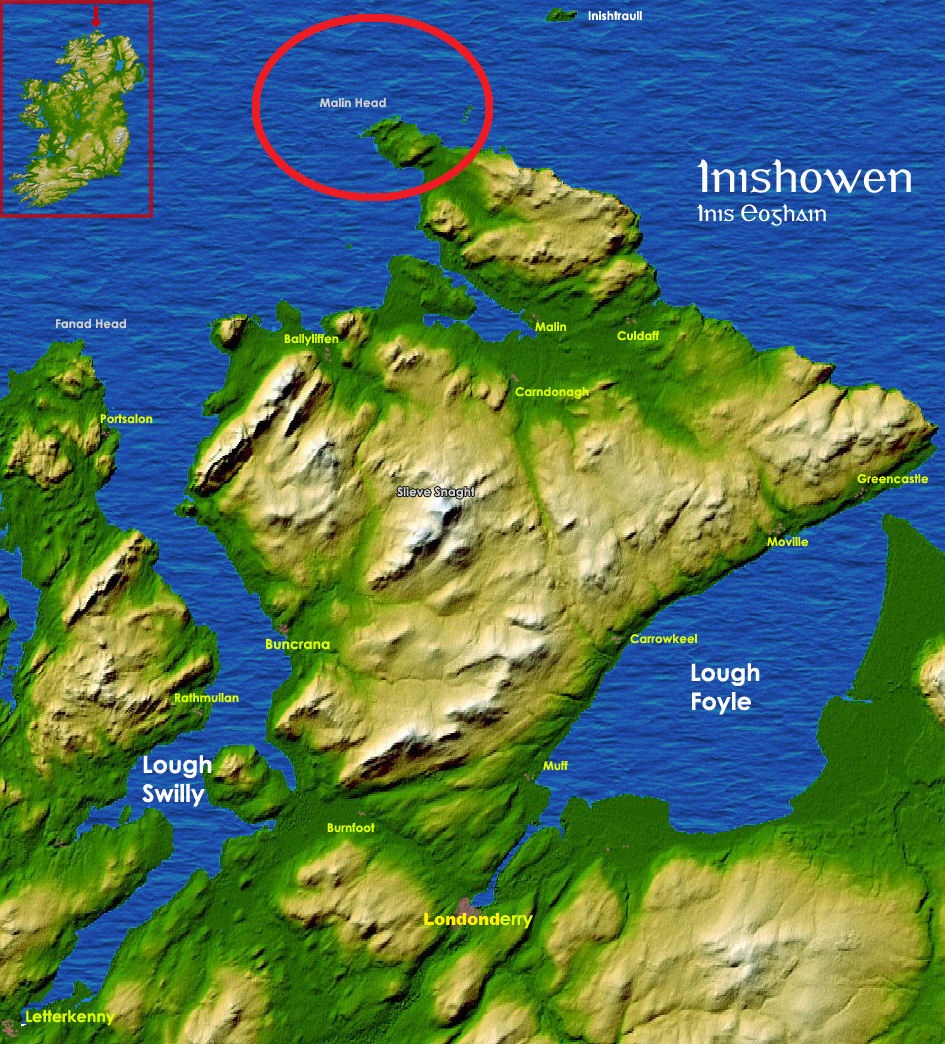
Ligging van Malin Head

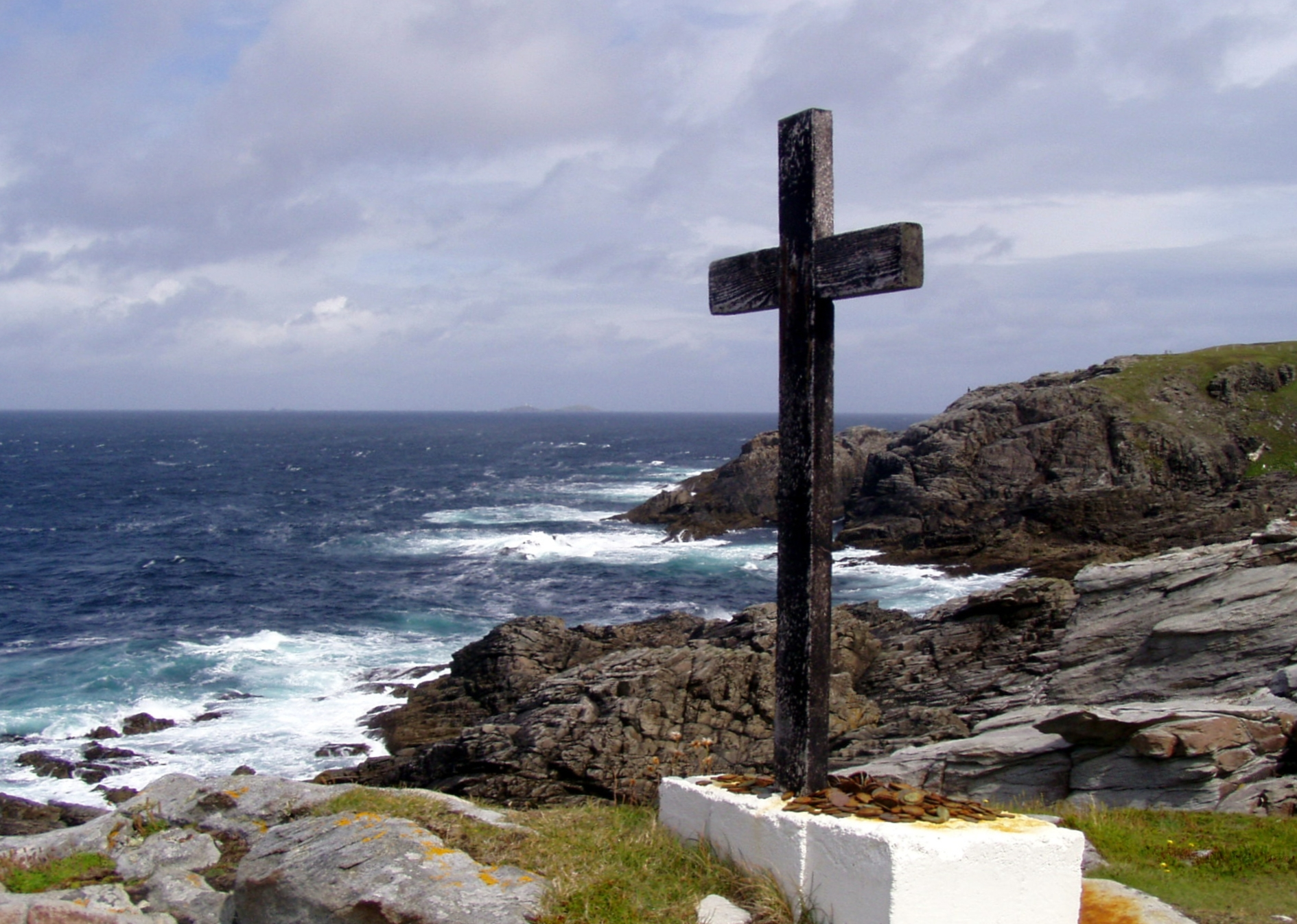
Zicht op de Atlantische Oceaan vanaf Malin Head

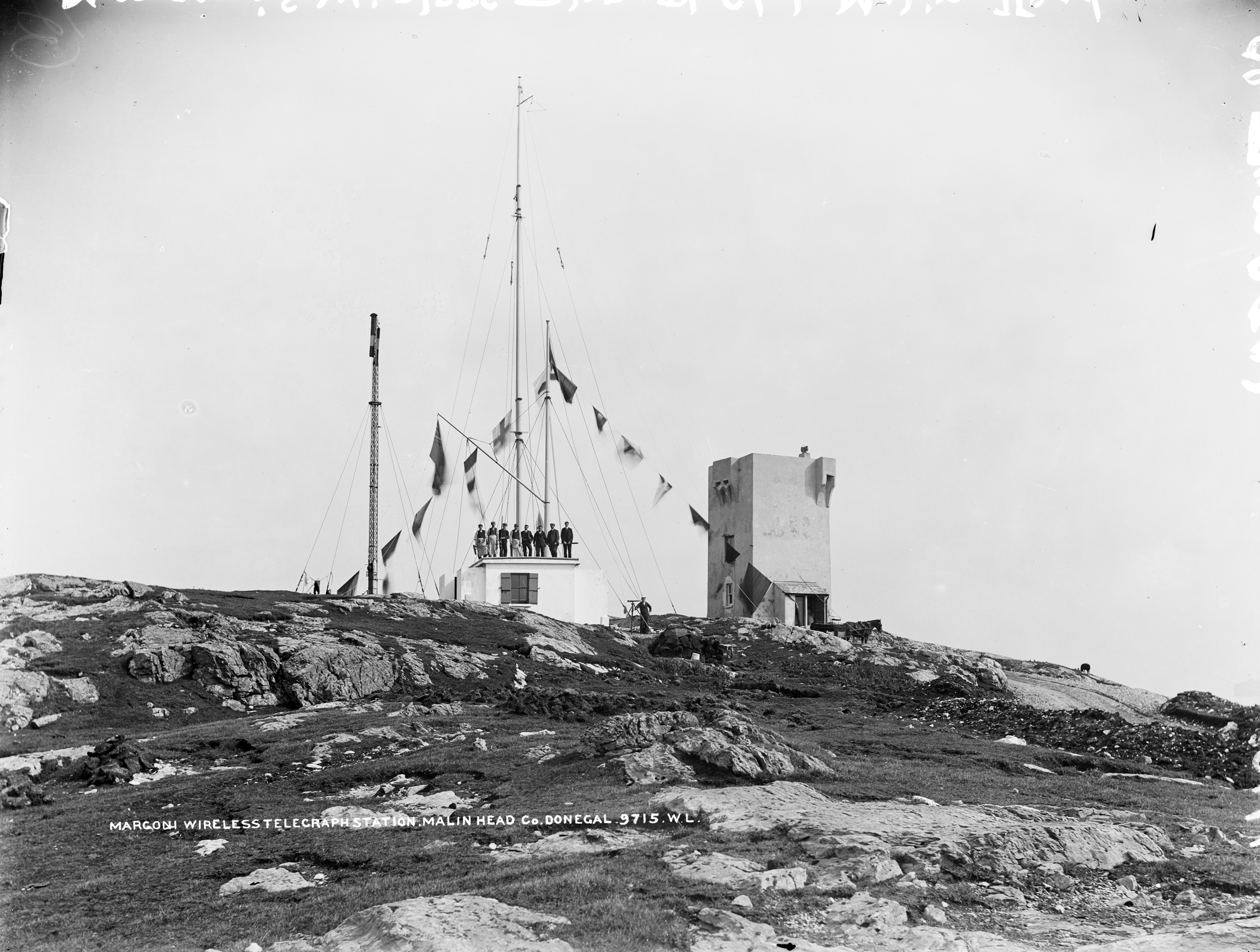
Zendstation omstreeks 1902

Malin Head (Iers: Cionn Mhálanna) is een landtong, gelegen op het schiereiland Inishowen, in het graafschap Donegal, Ierse Republiek en het meest noordelijke punt van Ierland. Op Malin Head bevindt zich een weerstation dat gebruikt wordt om weerberichten uit te zenden in het kader van The Shipping Forecast van BBC Radio 4. 
De meest noordelijke top op de landtong is Banba’s Crown op breedtegraad 55.38º N, vernoemd naar de godin Banba uit de Keltische mythologie. Banba's Crown ligt ongeveer 16 kilometer ten noorden van het dorp Malin. Het eiland Inishtrahull ligt verder naar het noorden, ongeveer 10 kilometer ten noordoosten van Malin Head.

## Oorlogstijden
In 1805 werd tijdens de Napoleontische oorlogen op Banba’s Crown een militaire uitkijktoren gebouwd. In 1902 werd een zendstation naast de toren gebouwd. Beide gebouwen zijn nog steeds aanwezig.
Tijdens de Tweede Wereldoorlog gaf de Ierse regering de Britse regering toelating om twee radiorichtingzoekers op Malin Head te installeren. Deze topgeheime operatie werd genoemd in The Cranborne Report. De RDF-apparatuur werd gebruikt om U-boot- en luchtactiviteiten in de Noord-Atlantische Oceaan te volgen. Op een gedeelte van het land nabij Banba's Crown dat uitkijkt op het vasteland, is het woord 'Éire' te zien in grote letters die werden gevormd door stenen naast elkaar te plaatsen. Dit was bedoeld als boodschap voor overvliegende vliegtuigen dat ze Ierland passeerden en dat Ierland tijdens de oorlog neutraal was.
Na de oorlog werden op Malin Head weerstations gebouwd van Met Éireann en Navtex die tot op heden nog steeds in gebruik zijn.

## Klimaat
| Maand                          | jan   | feb  | mrt  | apr  | mei   | jun  | jul   | aug   | sep  | okt   | nov   | dec   | Jaar  |
| ------------------------------ | ----- | ---- | ---- | ---- | ----- | ---- | ----- | ----- | ---- | ----- | ----- | ----- | ----- |
| Hoogste maximum (°C)           | 14,4  | 15   | 19   | 20,7 | 25,1  | 27,2 | 27    | 27,1  | 28,9 | 22,8  | 17,6  | 16,8  | 28,9  |
| Gemiddeld maximum (°C)         | 8,1   | 8,1  | 9,3  | 10,8 | 13,1  | 15,1 | 16,8  | 17    | 15,6 | 13    | 10,4  | 8,6   | 12,2  |
| Gemiddelde temperatuur (°C)    | 5,9   | 5,8  | 6,9  | 8,3  | 10,5  | 12,7 | 14,5  | 14,7  | 13,3 | 10,8  | 8,2   | 6,4   | 9,8   |
| Gemiddeld minimum (°C)         | 3,6   | 3,5  | 4,4  | 5,8  | 7,8   | 10,3 | 12,1  | 12,3  | 10,9 | 8,5   | 6,1   | 4,2   | 7,5   |
| Laagste minimum (°C)           | −6,2  | −6,7 | −5   | −3,9 | −0,6  | 2,6  | 5,6   | 4,8   | 2    | 0     | −2,6  | −5,5  | −6,7  |
|                                |       |      |      |      |       |      |       |       |      |       |       |       |       |
| Neerslag (mm)                  | 117,4 | 84,8 | 85,9 | 63,1 | 56,9  | 69,1 | 76,8  | 93,2  | 91,8 | 118,4 | 104,5 | 114,2 | 1.076 |
| Zonuren (uur/dag)              | 37,2  | 65   | 93   | 153  | 201,5 | 165  | 142,6 | 136,4 | 111  | 80,6  | 45    | 34,1  | 105,5 |
| Regendagen (dag)               | 22    | 18   | 20   | 16   | 16    | 16   | 18    | 19    | 19   | 21    | 21    | 20    | 226   |
| Relatieve luchtvochtigheid (%) | 80,8  | 77   | 77,1 | 75,7 | 75,7  | 78,7 | 80,6  | 79,8  | 77,5 | 77,6  | 79,7  | 78,5  | 78,2  |
| Bron: MET - Malin              |       |      |      |      |       |      |       |       |      |       |       |       |       |

## Ornithologie
Malin Head is een ideaal uitkijkpunt in de herfst om zeevogels zoals jan-van-genten, pijlstormvogels, jagers en alken te bekijken op hun migratievlucht naar het zuiden.

## Filmlocatie
Malin Head was een van de locaties in Ierland waar in 2016 de filmopnamen doorgingen van Star Wars: Episode VIII: The Last Jedi.

## Fotogalerij

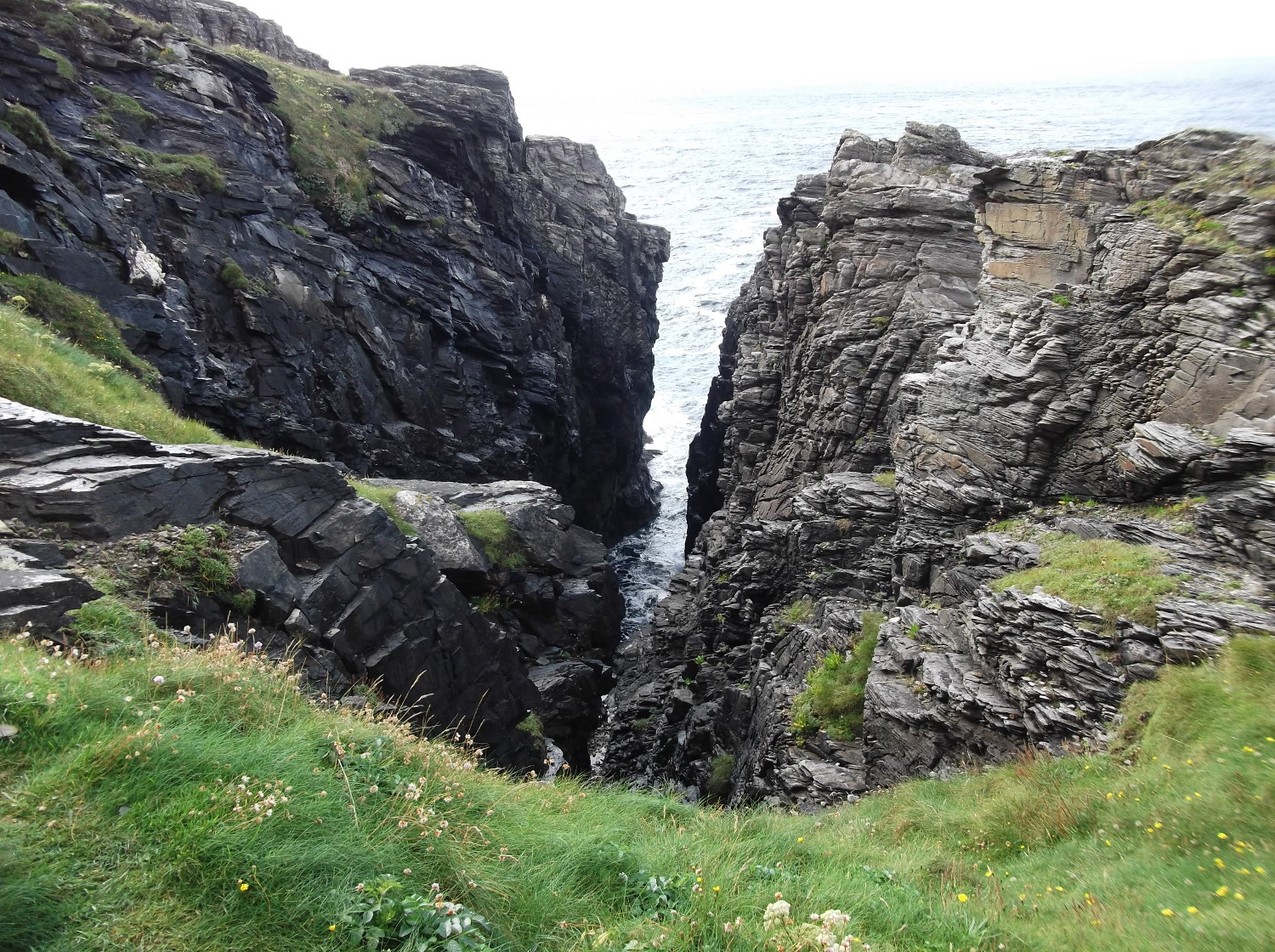
Hell's hole cavern
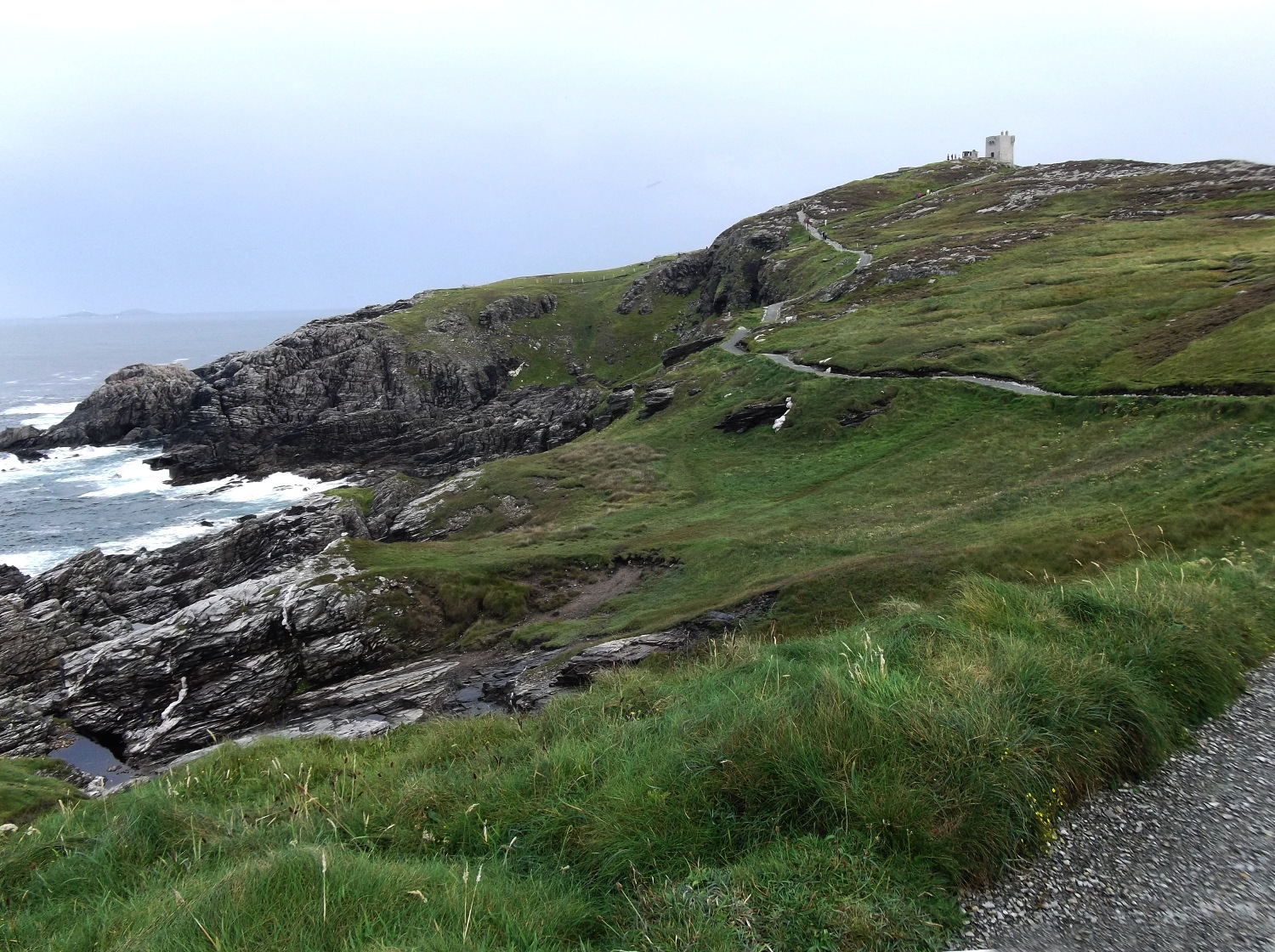
Malin Head kustlijn naar het noorden
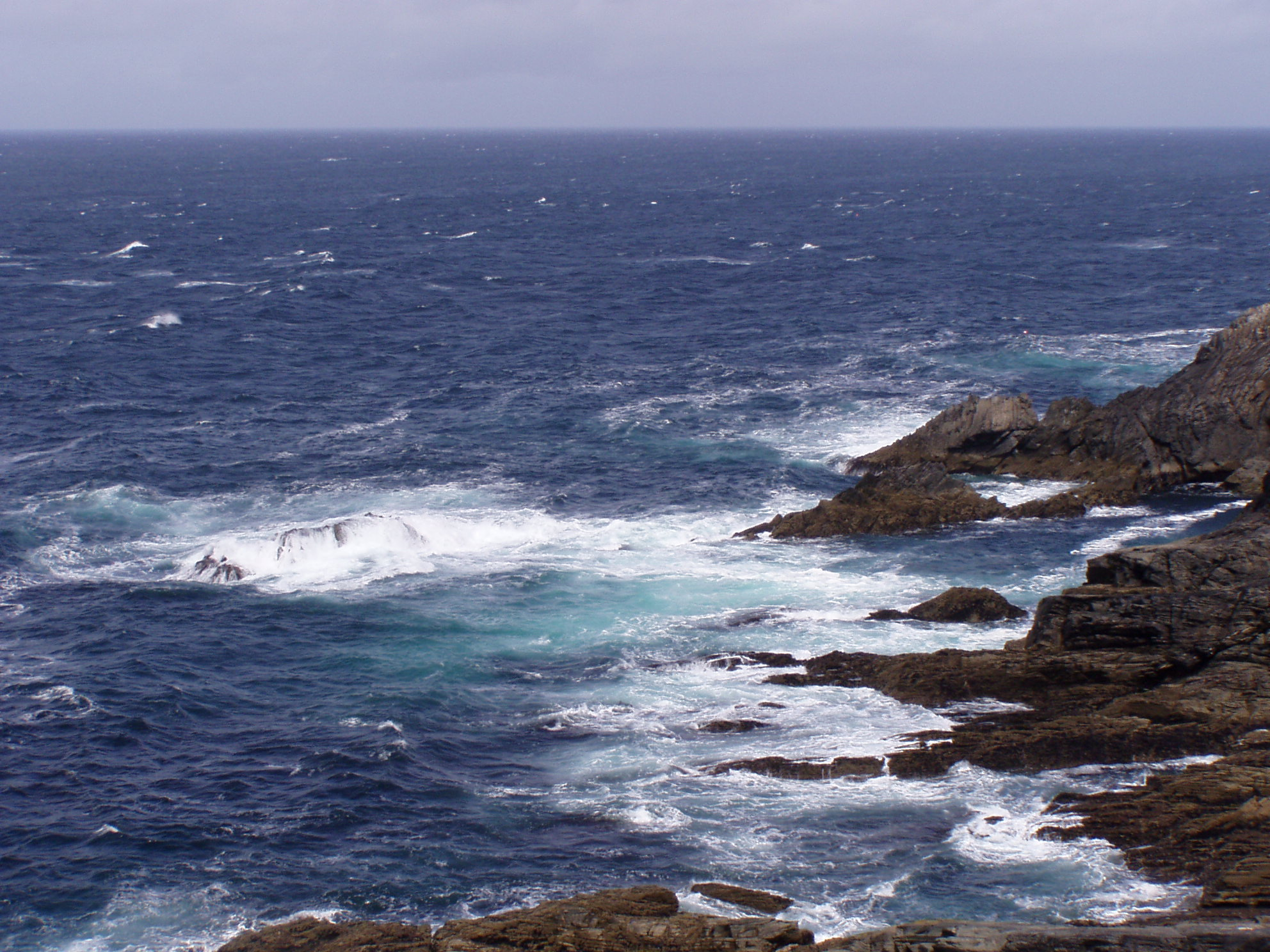
Zicht op de kust rond Malin Head
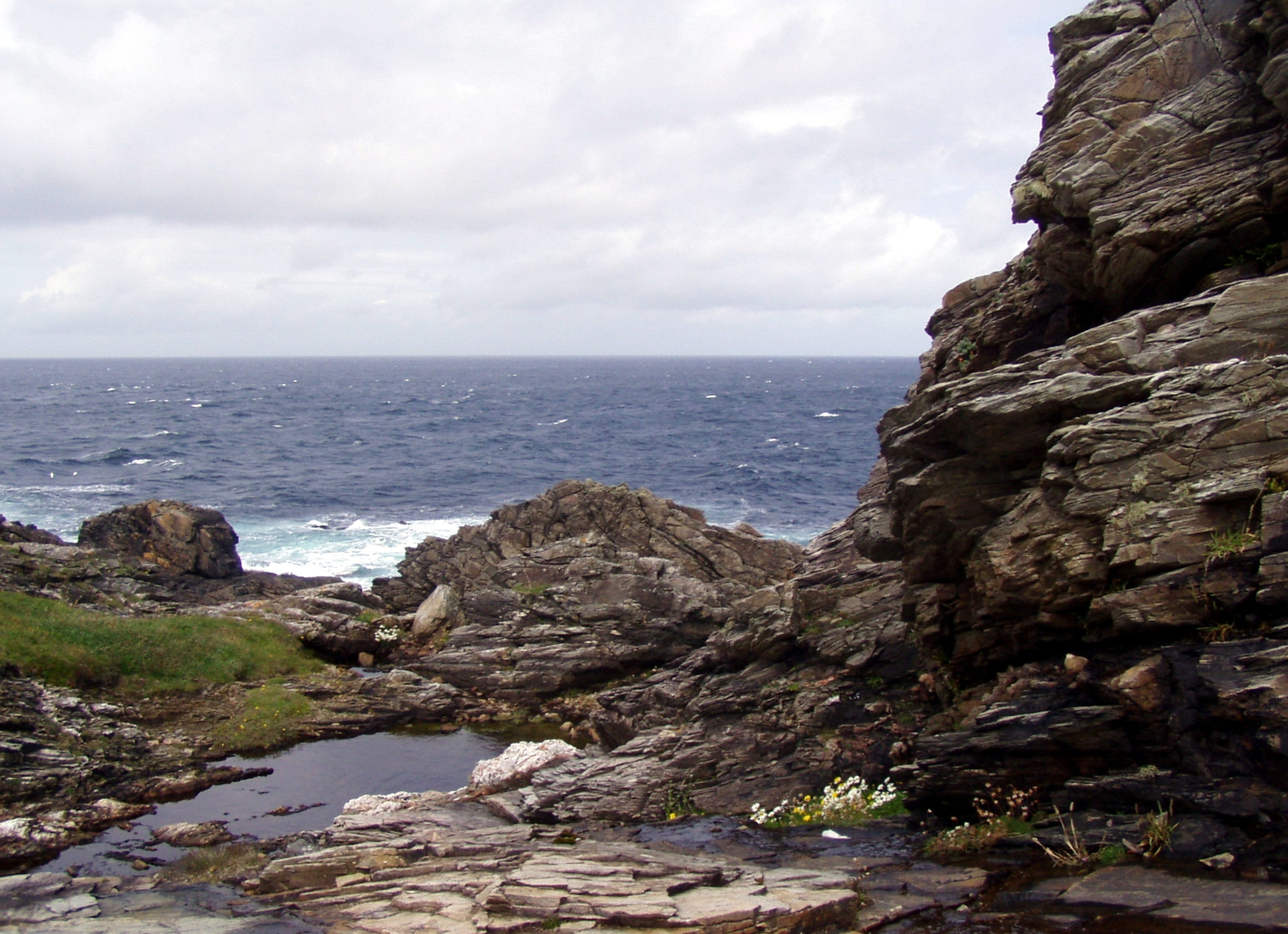
De kliffen van Malin Head bij eb
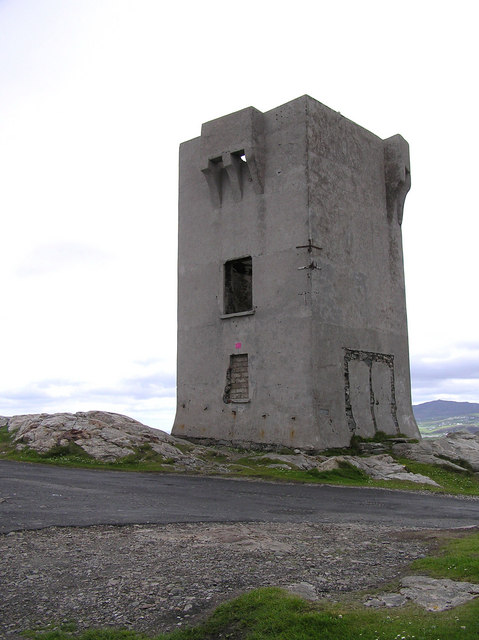
Militaire uitkijktoren op Banba’s Crown
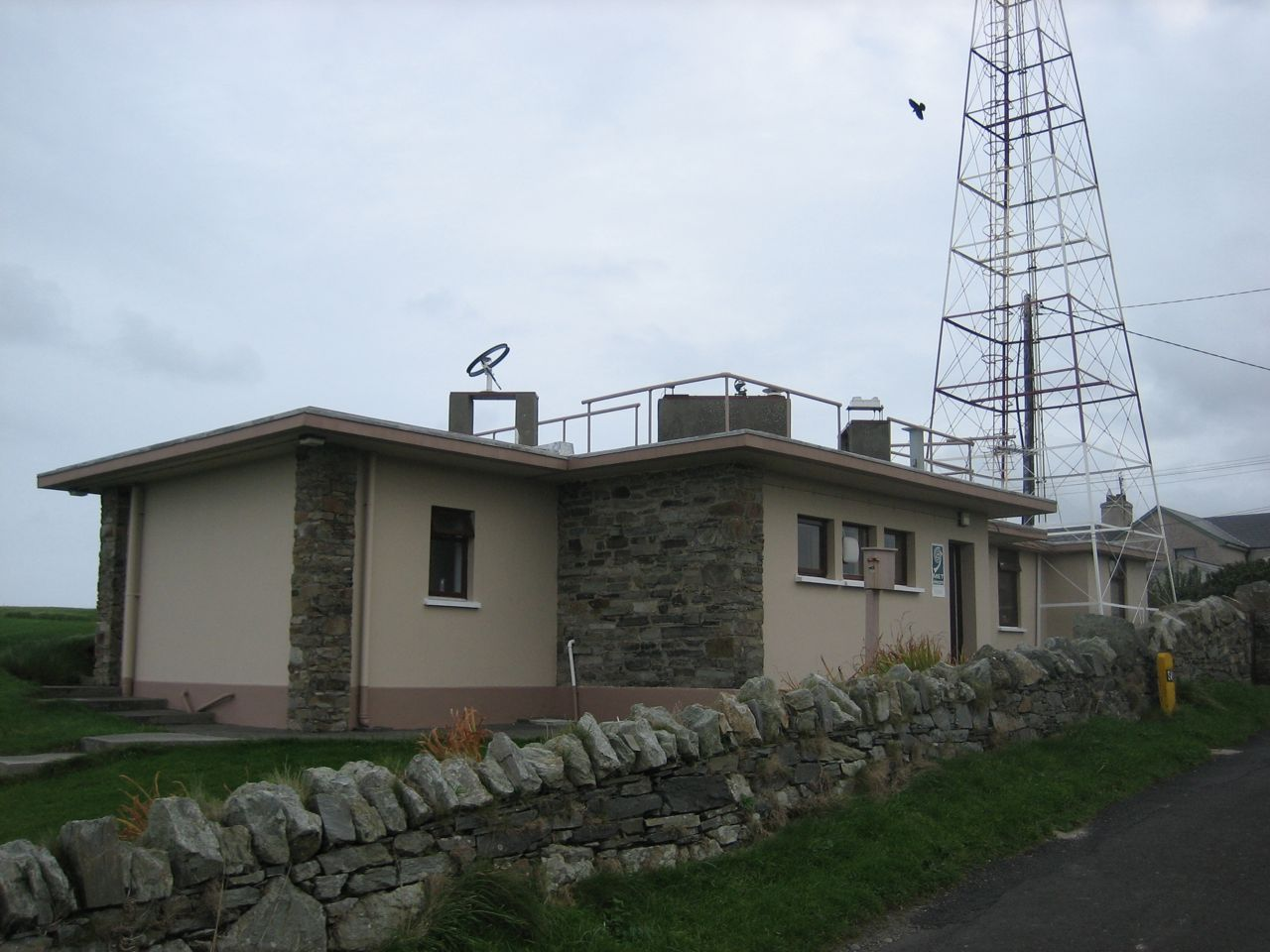
Het Met Éireann-weerstation op Malin Head